# 小田切
小田切（おたぎり）は長野市中西部の地区。本項ではかつて概ね同地域に所在した上水内郡小田切村（おたぎりむら）についても述べる。
「小田切」の地名の由来は、1889年（明治22年）の合併の際、戸数の多い塩生村が村名になる予定だったが、鎌倉時代から1598年（慶長3年）まで小田切氏が地頭として塩生・小鍋・山田中の3か村を治めていたことから、この３か村は小田切の里と呼ばれ、小田切神社もあることから小田切村とされた。

## 人口
地域内の人口（長野市役所小田切支所管内）は407世帯 770人（令和5年3月1日時点）。
以下の1881年から1995年までは『長野市誌 第8巻』に、2000年～は住民基本台帳の各年1月1日時点のデータに基づく。
1935年の3000人台をピークとして、徐々に減少を続けている。近年は特に減少の速度が高まっており、少子化のため1998年に小田切小学校は廃校になった。過疎化・高齢化が進んでおり、対策が急務になっている。
- 1881年　2570人
- 1888年　2862人
- 1907年　3140人
- 1920年　2870人
- 1935年　3232人
- 1940年　2905人
- 1945年　3127人
- 1950年　2906人
- 1960年　2550人
- 1965年　2347人
- 1970年　1928人
- 1975年　1650人
- 1980年　1685人
- 1985年　1835人
- 1990年　1718人
- 1995年　1631人
- 2000年　1491人
- 2005年　1396人
- 2010年　1219人
- 2015年　1018人
- 2020年　 864人

| \| 1950年（昭和25年） \| 2,906人 \| \| \| 1960年（昭和35年） \| 2,550人 \| \| \| 1970年（昭和45年） \| 1,928人 \| \| \| 1980年（昭和55年） \| 1,685人 \| \| \| 1990年（平成2年） \| 1,718人 \| \| \| 2000年（平成12年） \| 1,491人 \| \| \| 2010年（平成22年） \| 1,219人 \| \| \| 2020年（令和2年） \| 864人 \| \| |         |  |
| 長野市 |         |  |
| 1950年（昭和25年） | 2,906人 |  |
| 1960年（昭和35年） | 2,550人 |  |
| 1970年（昭和45年） | 1,928人 |  |
| 1980年（昭和55年） | 1,685人 |  |
| 1990年（平成2年） | 1,718人 |  |
| 2000年（平成12年） | 1,491人 |  |
| 2010年（平成22年） | 1,219人 |  |
| 2020年（令和2年） | 864人   |  |

## 地理
善光寺平北西部に位置し、いわゆる西山地域と呼ばれ、標高998メートルの富士ノ塔を頂点に、東西5，9キロメートル、南北5，6キロメートルの範囲で、高低差500メートルの急峻な地形に大小の集落が点在している。
古くから開けた土地で、馬神・川後からは縄文時代の遺物が出土し、馬神や吉窪には古墳群がある。

### 山岳
- 富士ノ塔山

### 河川
- 犀川
- 裾花川

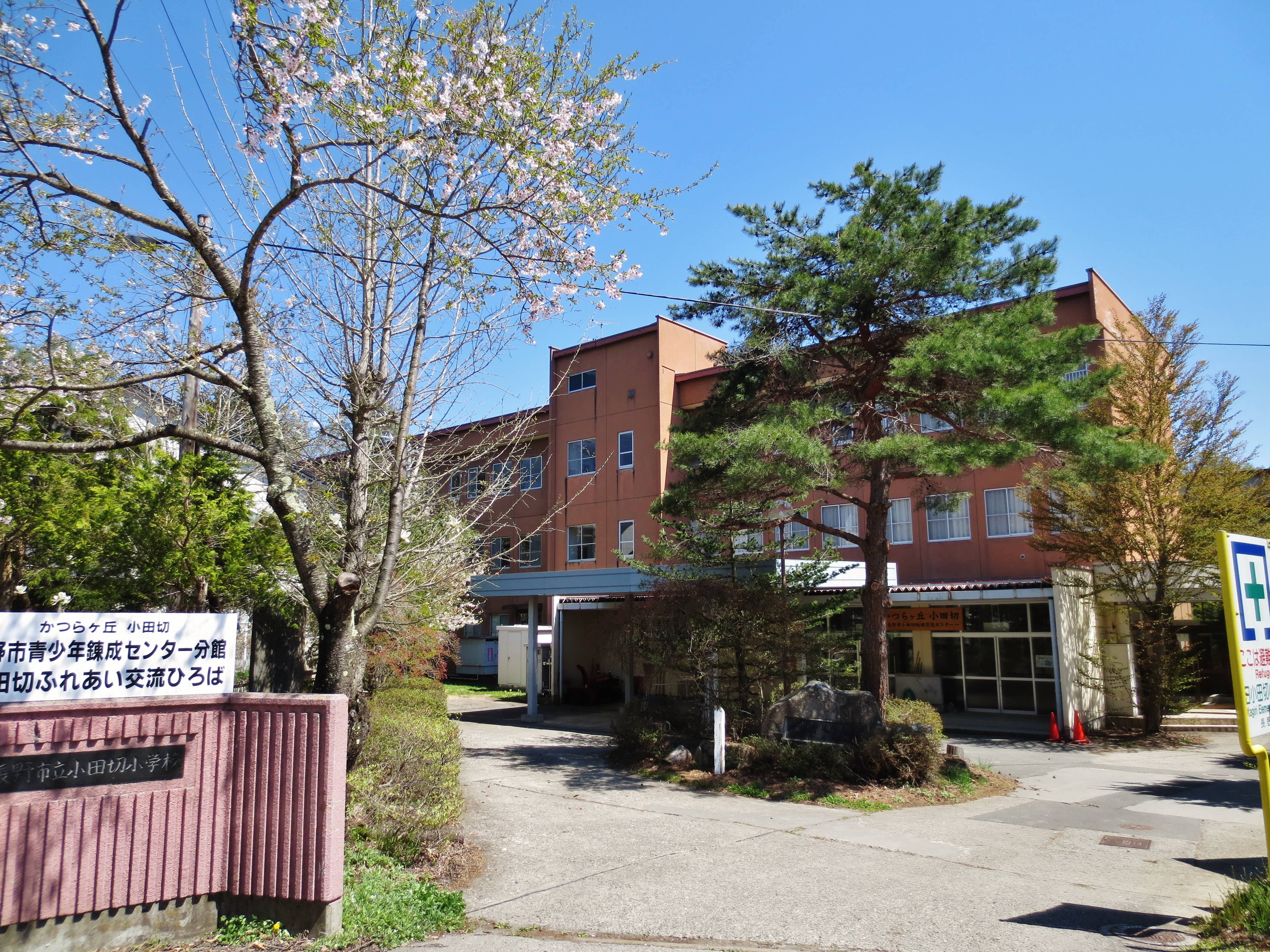
かがやきひろば小田切・長野市青少年錬成センター別館（旧小田切小中学校）
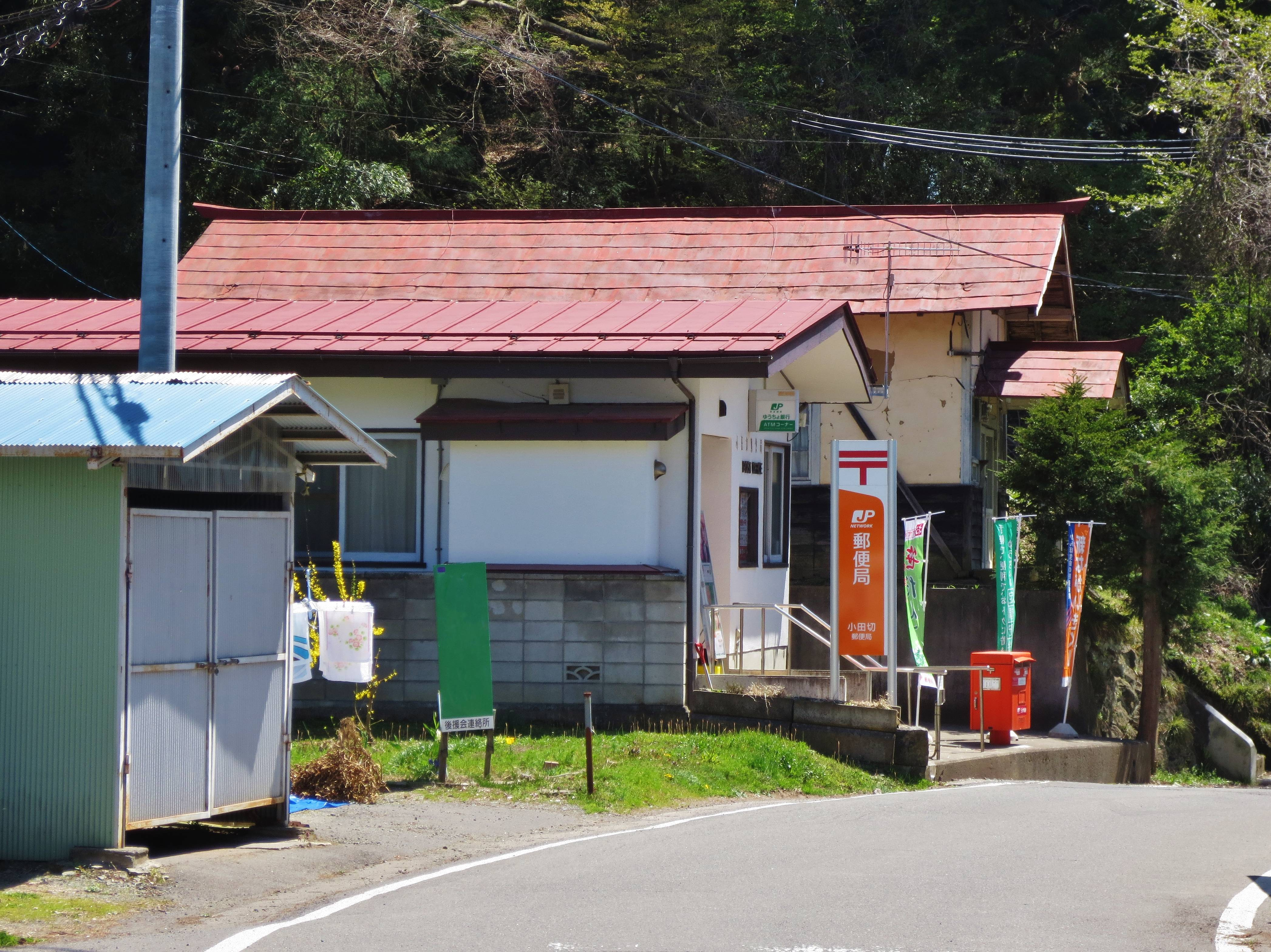
小田切郵便局
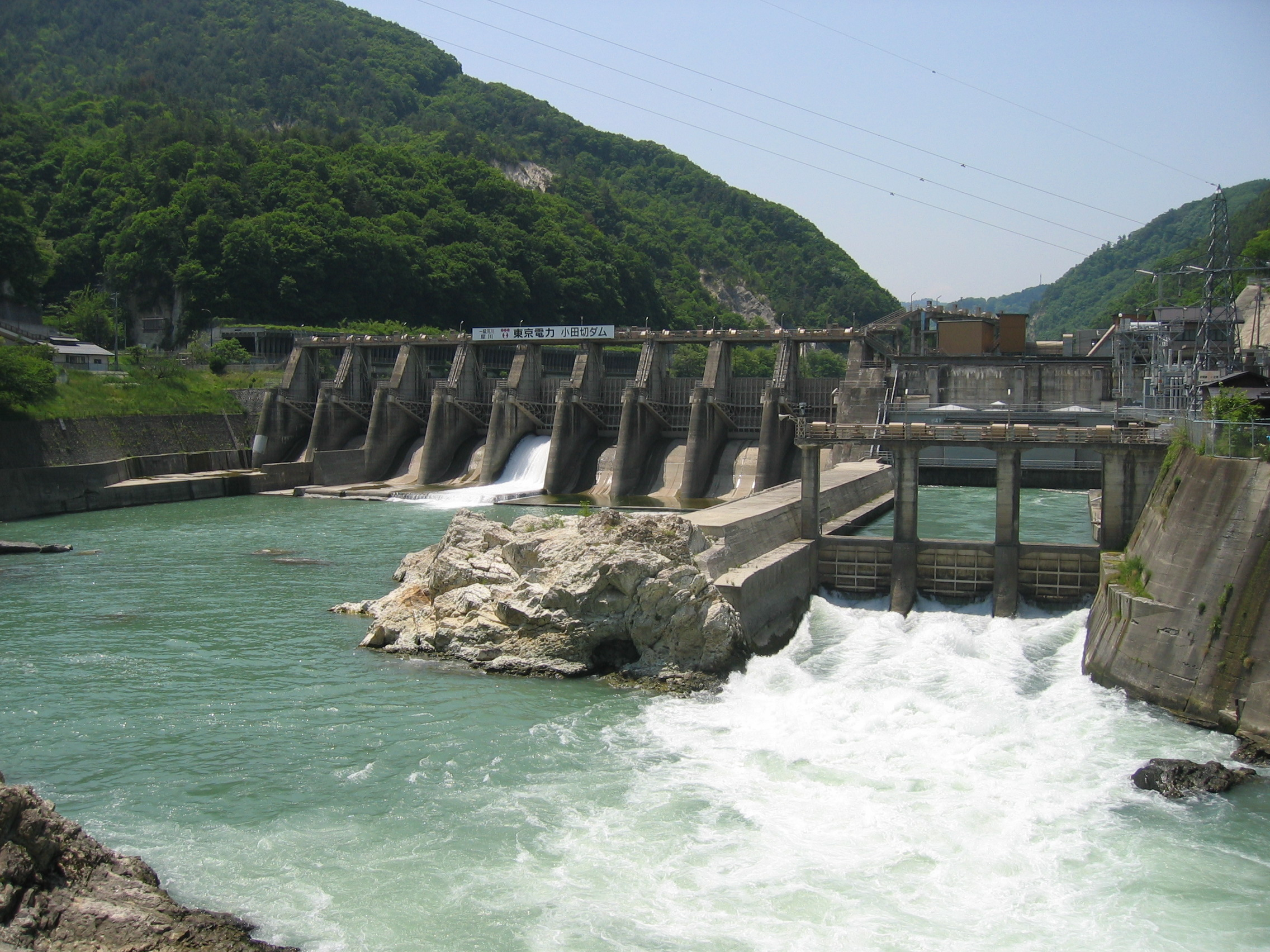
東京電力小田切ダム（犀川）

## 歴史
- 1876年（明治9年）5月30日 - 水内郡山田中村・小鍋村が合併して繁木村、宮野尾村・吉窪村が合併して塩生村となる。
- 1879年（明治12年）1月4日 - 郡区町村編制法の施行により、各村が上水内郡の所属となる。
- 1883年（明治16年）9月17日 - 繁木村が分割して山田中村・小鍋村となる。
- 1889年（明治22年）4月1日 - 町村制の施行により、上水内郡山田中村・塩生村・小鍋村の区域をもって小田切村が発足。
- 1954年（昭和29年）4月1日 - 小田切村が長野市に編入。同日小田切村廃止。大字山田中・塩生・小鍋となる。

## 産業
農業については、穀類、煙草、養蚕、酪農が営まれてきたが、現在ではりんごの栽培が主なものになっている。
富士ノ塔山への登山や小田切八景などについて観光資源として活用が図れるよう、地区の住民自治協議会が取り組みを続けている。富士ノ塔山山頂には展望台や案内板が設置されており、南は川中島平から、浅間山、菅平が望め、北は戸隠連峰、飯縄山等の眺望を楽しむことができる。

## 大字・町丁
- 小鍋
- 塩生甲
- 塩生乙
- 山田中

## 交通
- 国道19号
- 国道406号
- 長野県道401号小川長野線
- 長野県道406号入山小市線